# Cot Me (Kuta Blang)
Cot Me is een bestuurslaag in het regentschap Bireuen van de provincie Atjeh, Indonesië. Cot Me telt 364 inwoners (volkstelling 2010).